# Lauren Stamile
Lauren Stamile (* 12. September 1976 in Tulsa, Oklahoma) ist eine US-amerikanische Schauspielerin. 

## Biografie
Stamile wurde als drittes von fünf Kindern in Tulsa geboren. Ihr Vater ist Physiker und ihre Mutter Krankenschwester. Nach dem Besuch der Cascia Hall Preparatory School absolvierte die US-Amerikanerin ein Theater-Studium an der Northwestern University in Illinois. Sie begann anschließend in New York City ihre Schauspielkarriere. 
Ihre ersten Rollen im Fernsehen waren Gastauftritte und Nebenrollen in diversen Filmen, Shows und Serien wie die Drew Carey Show, Without a Trace, CSI: Miami oder Scrubs. Einem breiteren Publikum ist Lauren Stamile in der wiederkehrenden Rolle der Krankenschwester Rose aus Grey’s Anatomy bekannt. In der vierten Staffel der Serie verkörpert sie die Freundin des Chirurgen Derek Shepherd, gespielt von Patrick Dempsey. In der amerikanischen Fernsehserie Community spielte sie einige Folgen die Serienfreundin der Hauptfigur Jeff Winger, gespielt von Joel McHale.
In der deutschen Synchronisierung wird ihre Stimme von Dascha Lehmann gesprochen. 
2009 heiratete Lauren Stamile den Drehbuchautor Randy Zamcheck.

## Filmografie

### Filme
- 2000: Something Sweet
- 2000: Follow Me Outside
- 2004: Behind the Camera: The Unauthorized Story of 'Charlie's Angels' (Fernsehfilm)
- 2004: The Last Letter
- 2006: That Guy (Fernsehfilm)
- 2008: Kissing Cousins
- 2008: The Blue Tooth Virgin
- 2009: Nora Roberts – Mitten in der Nacht (Midnight Bayou, Fernsehfilm)
- 2009: Alligator Point (Fernsehfilm)
- 2011: Untitled Allan Loeb Project (Fernsehfilm)
- 2011: Low Fidelity
- 2012: Overnight
- 2015: Mistaken – Rettungslos bescheuert (Tooken)
- 2021: Let Us In
- 2022: The Storied Life of A.J. Fikry

### Fernsehserien
- 1999: Law & Order: Special Victims Unit (eine Folge)
- 2001: Drew Carey Show (eine Folge)
- 2001–2002: Off Centre (28 Folgen)
- 2003: Without a Trace – Spurlos verschwunden (Without a Trace, eine Folge)
- 2003: CSI: Miami (eine Folge)
- 2003: Strong Medicine: Zwei Ärztinnen wie Feuer und Eis (Strong Medicine, eine Folge)
- 2003: The West Wing – Im Zentrum der Macht (The West Wing, eine Folge)
- 2004: Married to the Kellys (eine Folge)
- 2004: Cold Case – Kein Opfer ist je vergessen (Cold Case, eine Folge)
- 2004: Tru Calling: Schicksal reloaded! (eine Folge)
- 2004: Summerland Beach (Summerland, eine Folge)
- 2004: Girlfriends (eine Folge)
- 2005: Committed (zwei Folgen)
- 2005: Crossing Jordan – Pathologin mit Profil (Crossing Jordan, eine Folge)
- 2005: Close to Home (eine Folge)
- 2005: Kitchen Confidential (eine Folge)
- 2006: Boston Legal (eine Folge)
- 2006: Numbers – Die Logik des Verbrechens (Numb3rs, eine Folge)
- 2006: Criminal Minds (eine Folge)
- 2007: Rules of Engagement (eine Folge)
- 2007: Heroes (eine Folge)
- 2007: CSI: NY (eine Folge)
- 2007: Scrubs – Die Anfänger (Scrubs, eine Folge)
- 2007–2008: Grey’s Anatomy (12 Folgen)
- 2009–2010: Community (fünf Folgen)
- 2010: The Good Guys (eine Folge)
- 2010: Drop Dead Diva (eine Folge)
- 2010: The Event (eine Folge)
- 2011–2012: Burn Notice (14 Folgen)
- 2012: The Secret Circle (eine Folge)
- 2013: The Mentalist (eine Folge)
- 2013–2014: Scandal (drei Folgen)
- 2014: Complications (vier Folgen)
- 2014: CSI: Vegas (CSI: Crime Scene Investigation, eine Folge)
- 2015: Major Crimes (eine Folge)
- seit 2015: Chicago Fire
- 2017: Navy CIS (eine Folge)
- 2018: Blindspot (zwei Folgen)
- 2019: Good Girls (eine Folge)
- 2019: The Rookie (eine Folge)
- 2019: 9-1-1: Notruf L.A. (9-1-1, zwei Folgen)
- 2022: S.W.A.T. (eine Folge)
- 2023: Gotham Knights  (acht Folgen)